# Балан, Евгений
Евгений Балан (род. 1967, Боярка, Киево-Святошинский район, Киевская область, УССР, СССР) — украинский серийный убийца и насильник, совершивший в период с января 2006 года по 15 августа 2011 года не менее 9 убийств мужчин, девушек и женщин, сопряжённых с изнасилованиями, на территории Фастовского района Киевской области. Известен под прозвищем «Фастовский маньяк». Помимо этого одно изнасилование Евгений Балан совершил на территории России. В 2013 году был приговорён к пожизненному лишению свободы.

## Биография

### Жизнь до убийств
О ранних годах жизни Евгения Балана известно крайне мало. Известно, что он родился в 1967 году в городе Боярка (Киевская область, Украинская ССР). В детские и юношеские годы Балан вследствие невысокого роста и астенического телосложения подвергался нападкам со стороны других детей и не пользовался популярностью в округе и среди представительниц женского пола. После распада СССР и последовавшей за ним неблагоприятной социально-экономической обстановкой в стране, Евгений Балан покинул Украину и уехал на заработки в Россию. Сменив несколько мест жительства и работ, в середине 1990-х годов он был арестован на территории республики Коми за совершения изнасилования. На судебном процессе Балан был признан виновным, после чего получил в качестве уголовного наказания 8 лет лишения свободы. Отбывая наказание в исправительной колонии Балан подвергался нападкам со стороны других осужденных и сексуальным домогательствам, вследствие чего имел низкий статус среди осужденных исходя из неофициальной иерархии заключенных. Отбыв уголовное наказание полностью, Евгений Балан покинул Россию и вернулся обратно на Украину. Некоторое время он проживал вместе с матерью в селе Волица, после чего в 2009 году познакомился с жительницей города Фастов по имени Наталья Корниенко, к которой он вскоре переехал жить. После переезда Балан устроился работать на местную пилораму, однако через 3 месяца бросил работу и стал зарабатывал на жизнь работой поденщика, выполняя самые разнообразные работы, зачастую в домах соседей и знакомых. В этот период Евгений Балан не был замечен в проявлении девиантного поведения и характеризовался друзьями и знакомыми крайне положительно. Однако его гражданская жена характеризовала Балана крайне отрицательно, утверждая, что он вел маргинальный образ жизни, злоупотреблял алкогольными напитками и проявлял агрессию в отношении её и её дочери.

Из показаний гражданской жены Евгения Балана:
Я всегда старалась поддерживать порядок. И дома сама, и в саду, и в огороде, да еще уборщицей подрабатываю. А Женя бездельничал, но поесть да чарку выпить всегда был не прочь. А курил, кроме своих самокруток, еще по шесть-семь пачек сигарет в день. Деньги у меня забирал, да еще угрожал постоянно. Тяжело жить было — старшая дочка Юля от меня отказалась, у нее своя семья, двое деток. Мои сыновья Виталик с Сашей в тюрьме сидят, за кражи. Одна в жизни у меня была радость — Светочка. Не гуляла ни с кем, училась, по хозяйству мне помогала. Если мне вдруг нехорошо — в аптеку сбегает, кушать сварит. Не дочка, а ясное солнышко. Да и ту гад извел. Бывало, запирался в туалете с ее фотографией. А потом приставал к Свете, домогался ее. Как-то загнал в летнюю кухню и там… Отрезвел, только когда я все окна повыбивала. Потом бил себя в грудь: «Прости меня, дурака. Пьяный я был, не знал, что творю». А когда год назад дочка пропала, я во все колокола звонила, в милиции пороги обивала, все надеялась, что она жива.

### Серия убийств
В период с 2006 по 2011 года Евгений Балан по версии следствия совершил не менее 9 убийств мужчин, девушек и женщин, сопряженных с изнасилованиями на территории Фастовского района Киевской области. Большую часть преступлений Евгений Балан совершал вдоль железной дороги, по одну сторону которой располагались корпуса заброшенного завода «Красный октябрь», а по другую — кладбище и лес. В совершении преступлений Балан продемонстрировал выраженный ему образ действия. Своих жертв он подкарауливал в безлюдных местах, после чего под угрозой оружия затаскивал в лесополосу, насиловал, душил или убивал с помощью ножа. Тела убитых он оставлял на месте преступления, присыпая землей и ветками в расчете на то, что бродячие собаки их растерзают и таким образом уничтожат улики. Одной из его жертв стала его же собственная несовершеннолетняя падчерица Светлана Стриж.
Первое убийство Евгений Балан совершил в январе 2006 года на окраине Фастова, в селе Волица, где он тогда жил с матерью. Труп жертвы он спрятал в дренажной трубе, где он был обнаружен только лишь в апреле того же года в состоянии крайней степени разложения, вследствие чего установить причину смерти на тот момент судебным экспертам не удалось. Через три с половиной года, летом 2009 года на территории Волицы Евгений Балан совершил второе убийство. Жертвой стала его знакомая, 45-летняя женщина, которую он изнасиловал и задушил подушкой.
28 августа 2010 года Евгений Балан убил свою 16-летнюю падчерицу Светлану. В день убийства девушка возвращалась от родственницы из села Гатное домой. Она совершила звонок матери по мобильному телефону, намереваясь попросить её явиться на железнодорожную станцию и встретить её, но трубку взял Евгений Балан, который выслушал просьбу Светланы, но Наталье ничего не сказал и пошел на станцию сам встречать Светлану. После того как он оказался с падчерицей рядом с корпусами завода «Красный Октябрь», он совершил на неё нападение, в ходе которого изнасиловал и задушил её джинсами. Тело падчерицы он забросал листьями и оставил возле стены завода, а её мобильный телефон разбил и выбросил. Труп убитой был обнаружен лишь через полтора месяца, но из-за сильной степени разложения и следов деятельности бродячих собак, которые разорвали тело, он не был опознан как принадлежащий Светлане Стриж. Уголовное дело также не было возбуждено, так как судебно-медицинский эксперт изучив останки, не смог установить причину смерти.
Через месяц, в сентябре 2010 года Евгений Балан вместе с гражданской женой отправился в село Зубаревка, где проживали её кумовья. После застолья, когда все уже улеглись спать, Балан вышел из дома и отправился гулять по селу. На берегу реки Камянка он встретил 25-летнего Руслана Руденко, которого в ходе разговора зарезал, так как Балану показалось, что Руденко неуважительно с ним обращался.
7 июля 2010 года Балан совершил в лесу нападение на 58-летнюю Виорику Рачкову, которую он изнасиловал и убил.
17 октября 2010 года Евгений Балан изнасиловал и задушил 43-летнюю Татьяну Лукстс, которая в тот день вышла из дома посетить собрание для обсуждения выборов в райсовет, после чего пропала без вести. Встретив женщину после собрания, Евгений Балан увел её в лес, где предложил ей выпить, на что она ответила согласием, так как после смерти своей матери, злоупотребляла алкогольными напитками. Останки Татьяны Лукстс были обнаружены в конце января 2011 года после того, как одна местная жительница увидела, что стая бродячих грызлась, пытаясь отнять друг у друга человеческий череп о остатками плоти и волос на нем. От трупа убитой осталась только нижняя половина туловища и волосы. Дочь и муж Татьяны Лукстс опознали убитую по её вещам, которые были обнаружены рядом с останками в лесу. Уголовное дело по факту насильственной смерти Татьяны Лукстс правоохранительные органы не стали возбуждать из-за недостатка доказательств, несмотря на то, что порванные колготки женщины были обнаружены висевшими высоко на дереве. Одним из подозреваемым был знакомый убитой, который работал дальнобойщиком. В день исчезновения Татьяны он был замечен рядом с ней, а на следующий день после пропажи уехал в неизвестном направлении. Дочь Татьяны Лукстс — 19 летняя Инга впоследствии обвиняла следователей в халатности и лжесвидетельстве, так как они якобы утверждали ей, что дальнобойщик был допрошен и к исчезновению её матери не имел никакого причастия, в то время как впоследствии протоколов допроса дальнобойщика в прокуратуре найдено не было.
В начале 2011 года Евгений Балан совершил 3 изнасилования, его жертвами стали женщины 48 и 60 лет, а также 18-летняя девушка, которых он оставил в живых.
Последнее убийство Балан совершил 15 августа 2011 года. Жертвой стал 56-летний Валерий Корунчук, который являлся хозяином второй половины дома, где проживал Балан с гражданской женой. В день убийства Корунчук вернулся в Фастов после ссоры жены, с которой он проживал в Киеве. После встречи с Баланом, они в течение нескольких часов совместно употребляли алкогольные напитки, после чего между ними произошла ссора, в ходе которой Корунчук и Балан вышли из дома и направились в лес для выяснения отношений и покупки водки. В лесу Балан повалил Корунчука на землю, после чего нанес ему несколько ранений ножом в жизненно-важные части тела, от последствий которых он скончался. Труп убитого Балан раздел и совершил с ним акт некрофилии.

### Арест, следствие и суд
Оставшиеся в живых, изнасилованные жертвы Евгения Балана в ходе расследования дали сотрудникам правоохранительных органов описание его внешности, на основании чего был составлен его фоторобот. Начиная с августа 2011 года правоохранительными органами была начата специальная операция по поимке преступника. Места, вблизи которых Балан совершал нападения на девушек и женщин — патрулировались, а 6 оперативных групп ежевечерне сидели в засаде неподалеку от тех мест, где могло произойти новое преступление. 22 сентября 2011 года около 23 часов Евгений Балан возле завода «Красный октябрь» совершил очередное нападение на девушку, в ходе которого оттащил её в кусты и попытался изнасиловать, однако ему помешал местный житель — 26-летний Максим Постнов, который в тот вечер со своей девушкой возвращался из кинотеатра. При появлении Постнова, Балан с ножом в руках бросился на него, но Постнов, так как ранее занимался боксом, рукопашным боем и каратэ — без особых усилий сбил его с ног и удерживая на земле попросил свою девушку вызвать милицию. В этот момент их обнаружили патрульные милиционеры, которые возвращались с дежурства, после чего Евгений Балан был арестован. После ареста во время допросов Евгений Балан полностью признал свою вину в совершенных убийствах. Летом и осенью 2011 года Балан с целью закрепления показаний следственными действиями, под конвоем он доставлялся на места совершения убийств для участия в следственных экспериментах, целью которых было воспроизведение обстоятельств совершения преступлений на местности. При проведении процессуальных и следственных действий он вел себя сдержанно, четко и подробно рассказывал детали изнасилований и убийств, показывал места, где были спрятаны тела, безошибочно называл даты.

Комментарий Фастовского межрайонного прокурора Станислава Гущесова:
Обнаружить труп в большом густом лесу очень непросто. Мы с сотрудниками милиции нашли тело Рачковой только по прямому указанию Балана во время следственного эксперимента. Сначала сомневались в том, что все эти преступления — дело его рук. Ведь слухи о фастовском маньяке, изнасилованиях и оторванных головах ходили по городу постоянно. Евгений вполне мог в силу больной фантазии приписать все преступления себе. Но когда он принялся с точностью показывать места, где были найдены трупы, и рассказывать о содеянном в мельчайших деталях, стало понятно: мы задержали того, кого следовало. После убийства Виорики Рачковой, Татьяны Лукстс и своей падчерицы Светланы Стриж Евгений с особой жестокостью умертвил Валерия — хозяина, у которого он с Натальей снимал дом. Мужчина был сначала избит палкой, потом зарезан. Его тело мы нашли в лесу совершенно голым, со следами надругательства.

Евгений Балан не смог объяснить мотива своих преступлений, заявив следующее: 
Когда я насилую, а потом душу свою жертву, то ощущаю ни с чем не сравнимое наслаждение. Этот выброс адреналина сильнее любого наркотика.
Судебный процесс открылся летом 2013 года. На судебных заседаниях некоторые из родственников жертв, были не в состоянии слушать подробности того, что Евгений Балан вытворял с их близкими, вследствие чего отказывались присутствовать на них. Ряд родственников других жертв на заседаниях суда осыпали Балана проклятиями и угрозами. Сам Балан в какой-то момент заявил, что тоже не хочет по нескольку раз слушать подробности совершенных им преступлений, так как испытывает стыд при этом и него наступает плохое самочувствие. Свою вину он на суде полностью признал, однако не выразил раскаяния в содеянном и не попросил прощения у родственников убитых им людей. В конечном итоге суд собранную следствием доказательственную базу признал исчерпывающей, вследствие чего признал Евгения Балана виновным в совершении 9 убийств и в октябре 2013 года приговорил его к пожизненному лишению свободы